# Герб Маріуполя
Герб Маріу́поля — офіційний символ міста Маріуполя Донецької області. Затверджений 17 травня 1989 рішенням №158 виконкому Маріупольської міської ради.
Автор герба - Юхим Вікторович Харабет.

## Опис
Щит розділений на 2 рівні частини по горизонталі шипоподібною лінією - графічним зображенням моря. Верхнє поле срібного кольору, що символізує сталь - основну продукцію промисловості міста. Нижнє поле - синього кольору , що символізує море (географію розташування міста).
Центральний символ герба – якір – символ приморського портового міста, торгівлі (рівнозначний Меркурію), і навіть як виріб машинобудування. Кільце якоря (золоте коло на срібному фоні) зображує стилізований ківш з металом, що ллється, що утворює контури якоря, крім того, коло символізує сонце (південне місто). Цифровий символ «1778» означає рік заснування міста.
Основні елементи герба кольору золота, що символізує могутність, силу, шляхетність, сталість, справедливість, вірність. Основний зміст графічних та колірних рішень герба міста – південне місто біля моря, місто металургів, моряків, машинобудівників, міжнародної торгівлі (морські ворота Донеччини), місто-трудівник.

## Історія

### Попередники герба

Реконструкція емблеми Кальміуської паланки

Як і будь-яке інше місто, Маріуполь був заснований не в чистому полі. На місці сучасного Маріуполя за часів Війська Запорозького був центр Кальміуської паланки - Домаха. Гербовою печаткою паланки у 1768 - 1775 роках були схрещені козацька шабля та спис. Зберегти козацькі символи місту не дозволили.

### Перший герб

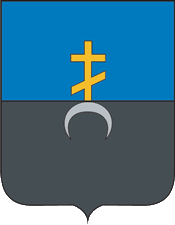
Герб 1811 року

Перший герб Маріуполя був прийнятий 2 серпня (29 липня) 1811 року:
"Над срібним півмісяцем, що стоїть у чорному полі, піднесений восьмикінцевий золотий хрест, у блакитному полі, на знак Всемилостивого прийняття з-під ярма магометанського під сильний захист Російської держави, що вийшла з Тавриди, азійське християнство".

### Проєкт Кене

Проєкт Кене 1866 рік

Гербове відділення при Департаменті геральдики під керівництвом Бернгарда Кене проводило масштабну роботу з уніфікації гербів міст. В рамках цієї роботи 1866 року була створена нова версія герба Маріуполя:
"У щиті, перетнутому блакиттю і чернью, золотий греко-російський хрест на срібному перекинутому півмісяці».
У вільній частині – герб Катеринославської губернії. Передбачалося, що герб оточуватимуть колосся, з'єднане Олександрівською стрічкою. На щиті – срібна мурована корона.
Проєкт не було затверджено.

### Радянський герб

Герб Жданова 1970 року

Згідно постанови спільного бюро обкому Компартії України та виконкому обласної ради № 64 "Про герби міст та районів Донецької області" від 31 січня 1967 року, оголошувався конкурс у Донецьку, Жданові та Краматорську "на створення постійної емблеми, сучасного герба".
Герб міста Жданова затверджено Рішенням № 390 виконкому Жданівської міської Ради депутатів 2 вересня 1970 року. Автор герба – Є. Іванов:
"Герб є щитом п'ятикутної форми, який хвилястою лінією розділений на 2 поля: верхнє червоне і нижнє блакитне, що символізує приналежність до приморських міст. На червоному полі, вгорі, зображено ківш, як символ провідної галузі промисловості у місті – металургії. У центрі герба півшестерня, що символізує машинобудування, вона спирається зрізами на хвилясту лінію моря, нагадуючи сонце, що сходить над морем, це означає, що Маріуполь – південне курортне місто.
Щит знизу по скошених до центру гранях закінчує зображення якоря, бо Маріуполь є морським портом країни. Забарвлення полів означає приналежність міста до Української республіки та символізує місто як місто вогню та моря. Всі фігури на гербі (ківш, півшестірня, якір), а також вузька облямівка по периметру і розділювальна хвиляста лінія бронзові, рельєфні, якір у центральній частині опукло-гранний".

## Альтернативний герб
В рамках проєкту "Донеччина в Гербах" для Маріуполя була складена альтернативна символіка, що не порушує правил геральдики та лежить в українській геральдичній системі. Офіційний герб Маріуполя повністю відповідає російській геральдичній традиції часів імперії. Герб складено на французькому щиті, увінчано срібною мурованою короною з російської системи.
Герб ґрунтується на проєкті М. М. Безрука, який спробував поєднати проєкти гербів Маріуполя різних часів та печатку Кальміуської паланки.
"Щит шипоподібно перетятий на лазурове та чорне поле, в центрі щита схрещені золотий якір в стовп, срібна шабля з золотим руків’ям в перев'яз та золотий спис у лівобічний перев'яз."
Герб вписано в золотий декоративний картуш, увінчано срібною мурованою короною. Знизу - срібна девізна стрічка із назвою гербоносія.
Дана символіка не є офіційно затвердженою.